# Hanno (utazó)

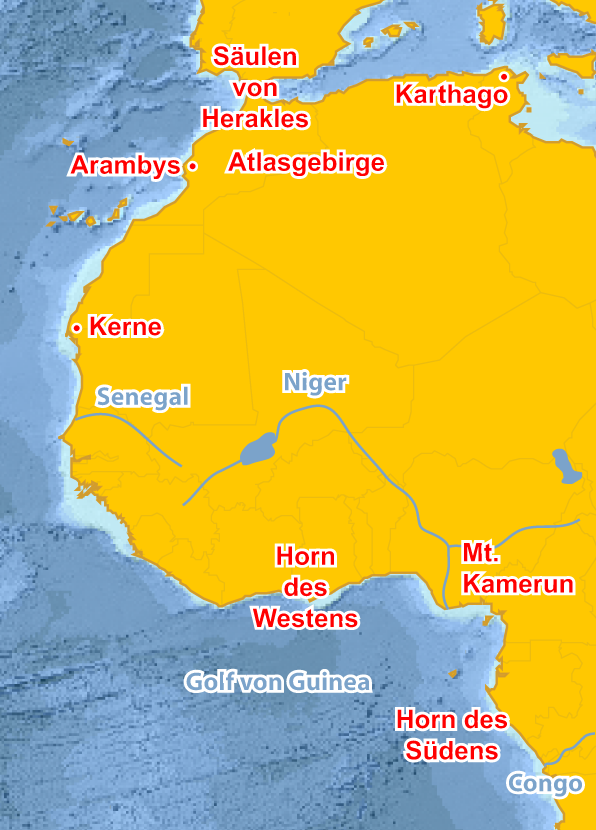
Hanno utazása

Hanno – görögösen Hannón – karthágói utazó, író az i. e. 5. században.
Hamilcar fia volt, aki Kr. e. 500 körül a gyarmatosítás érdekében a Földközi-tengeren és az Atlanti-óceánon hosszabb felfedező utat tett. Eredetileg pun nyelven írt egy útleírást, amelynek egy példányát Karthágóban Saturnus templomában őrizték. Az iratot később, a pun háborúk korában görög nyelvre is lefordították. A görög szöveg a végén csonkán maradt fenn. A mű a 18. fejezetben említést tesz egy, az emberekre igen hasonló gorillafajról, amely Afrika nyugati partján élt. Az út irányát idősebb Plinius Gadestől Arábiáig terjedőnek mondta.

Hanno útja